# Storchenmühle
Storchenmühle war der bis 2018 genutzte Markenname von Kindermöbeln und Autokindersitzen der Recaro Child Safety GmbH & Co. KG Marktleugast (Oberfranken). Die Marke Storchenmühle befindet sich jetzt im Besitz der Osann GmbH in Gottmadingen.

## Geschichte
Die Eheleute Irmgard und Hans-Joachim Kauffmann gründeten das ursprünglich selbständige Unternehmen Storchenmühle im Jahr 1949. Benannt wurde es nach dem Namen des Gasthauses, in dem ihnen die Idee kam, Kinderwagen zu fertigen. Zunächst noch im Keller des Wohnhauses untergebracht, bezog die Manufaktur bereits 1950 ein eigenes Firmengebäude; das Produktsortiment wurde um Kinderkleidung erweitert.
Im Jahr 1979 startete Storchenmühle zudem die Produktion von Holz-Hochstühlen und Laufgittern in einem eigens dafür errichteten Holzwerk. Seine Bekanntheit verdankt Storchenmühle allerdings einer langen Tradition als Hersteller von Autokindersitzen. Den eigenen Anspruch als Vorreiter in diesem Geschäftsbereich begründete im Jahr 1963 das Modell „Nikki“, der weltweit erste Autokindersitz.
1984 folgte das 4-Punkt-Gurtsystem für Kindersitze. Das erste Reboardsystem auf dem deutschen Markt, bei dem der Kindersitz entgegen der Fahrtrichtung positioniert ist, wurde 1989 vorgestellt.
Im Jahre 2004 fusionierte die Storchenmühle GmbH & Co. KG mit dem Autozulieferer Recaro und firmierte dann unter Recaro Child Safety mit Firmensitz in Marktleugast. Das operative Geschäft der Storchenmühle GmbH & Co. KG unterlag seitdem RECARO Child Safety, jedoch produzierte das Unternehmen RECARO Child Safety unter dem Markennamen RECARO Kindersitze und Kinderwagen und die Firma Storchenmühle unter der Marke Storchenmühle.
Die Firma beendete ihren Geschäftsbetrieb zum 31. Juli 2018, Produkte der Marke werden seitdem von Recaro Child Safety nicht mehr hergestellt und vertrieben.
Die Marke Storchenmühle wurde von dem Unternehmen Osann GmbH in Gottmadingen übernommen, die unter diesem Namen Kindersitze vertreibt, die „in Deutschland designed und entwickelt“ werden.

## Sonstiges
Das Logo der Marke zeigte früher einen Storch mit einer Mühle. Diese Bildmarke änderte das Unternehmen 2006 zu einer Wortmarke. Später zeigte das Logo den Schriftzug Storchenmühle in weißer Schrift vor einem orangefarbenen Hintergrund. Zur leichteren Aussprache, speziell für den internationalen Gebrauch, wurde das Akronym „STM“ eingeführt. Die Buchstaben standen als Abkürzung für die Marke Storchenmühle, als auch für die Merkmale „Safety“, „Technology“ und „Mobility“. Neben Weiß und Orange war auch Grün Hausfarbe der Marke.
Florian Langenscheidt nahm Storchenmühle im Jahre 2006 in das von ihm herausgegebenen Buch Deutsche Standards – Marken des Jahrhunderts auf.